# Linsdorf
Linsdorf é uma comuna francesa na região administrativa de Grande Leste, no departamento Alto Reno. Estende-se por uma área de 3,37 km². Em 2010 a comuna tinha 335 habitantes (densidade: 99,4 hab./km²).